# Niki Volos
Niki Volos (Grieks: ΠΑΕ Νίκη Βόλου) is een Griekse voetbalclub uit Nea Ionia.
De oprichters waren afkomstig uit Smyrna en als logo wordt een afbeelding van Nikè van Samothrake gevoerd als verwijzing naar het oude logo van Panionios toen die club nog in Smyrna gevestigd was. In 2014 promoveerde de club naar de Super League. De Nederlandse trainer Wiljan Vloet werd in de zomer 2014 aangesteld maar na drie wedstrijden alweer ontslagen. De club kende in het seizoen 2014/15 financiële problemen en nadat het in december al puntenaftrek en een tijdelijk speelverbod opgelegd kreeg, nam de bond de club op 23 januari 2015 uit de competitie. De club maakte een doorstart in de Gamma Ethniki.

## Erelijst
- Beta Ethniki

1961, 2014
- Gamma Ethniki

1976, 1996
- Delta Ethniki

1993, 2002

## Bekende (ex-)spelers
- Fangio Buyse
- Jonas Ivens
- Sokratis Papastathopoulos

Groep Nord:
Anagennisi Karditsa FC ·
Asteras Tripolis 2 ·
Iraklis FC ·
Kampaniakos FC ·
AO Kavala ·
Makedonikos ·
Nestos Chrysoupolis ·
Niki Volos ·
PAOK Saloniki B ·
PAS Giannina 

Groep Zuid:
Athens Kallithea · 
Egaleo FC ·
Ellas Syrou ·
GS Ilioupolis ·
GS Marko ·
Kalamata FC ·
Olympiakos Piraeus B ·
PAE Chania ·
Panargiakos FC ·
Panionios